# Luc Van Hove
Luc Van Hove (født 3. februar 1957 i Wilrijk, Belgien) er en belgisk moderne klassisk komponist, professor og lærer.
Hove studerede komposition på Det kongelige Musikkonservatorium i Antwerpen hos Willem Kersters. Han fortsatte sine kompositionsstudier på Musikkonservatoriet i Salzburg og Universitetet i Surrey. Han har skrevet fem symfonier, sinfonietta, orkesterværker, koncertmusik, kammermusik, operaer, korværker, sange etc. Han har bl.a. været professor og lærer i komposition på Det Kongelige Musikkonservatorium i Antwerpen, og er æresprofessor i komposition og musikanalyse ved Luca Kunstskole og Lemmens Musikkonservatorium i Leuven. Hove har levet som freelance komponist og leveret mange værker til belgiske orkestre såsom bl.a. Antwerpen Symfoniorkester, Det Flamske Radio Orkester, Brussels Filharmoniske Orkester og Det Belgiske Nationale Orkester. Han hører til nutidens ledende belgiske komponister.

## Udvalgte værker
- Symfoni nr. 1 (1989) - for orkester
- Symfoni nr. 2 (1997) - for orkester
- Symfoni nr. 3 (2001) - for orkester
- Symfoni nr. 4 (2019) - for orkester
- Kammersymfoni (2012) - for kammerorkester
- Symfonisk musik (2019) - for orkester
- Klaverkoncert (2010) - for klaver og orkester
- Largo (1984) - for orkester